# Municipio de Albion (condado de Barton)
El municipio de Albion (en inglés: Albion Township) está ubicado en el condado de Barton, en el estado de Kansas (Estados Unidos).

## Geografía
El municipio de Albion se encuentra ubicado en las coordenadas 38°34′21″N 98°52′12″O / 38.57250, -98.87000. Según la Oficina del Censo de los Estados Unidos, en 2010 tenía una superficie total de 93,8 km², de la cual 93,73 (99,93%) correspondían a tierra firme y 0,07 (0,07%) a agua.

## Demografía
Según el censo de 2010, el municipio de Albion estaba habitado por 63 personas y su densidad de población era de 0,67 hab/km². Según su raza, el 92,06% de los habitantes eran blancos y el 7,94% de otras razas. Además, del total de la población, el 7,94% eran hispanos o latinos de cualquier raza.